# Волчица (клип)
«Волчица» — музыкальное видео группы «Сурганова и оркестр» на одноимённый сингл из «космической трилогии» философских клипов режиссёра Анастасии Лавровой, представленной публике в 2021 году, в которую также вошли клипы на песни «Акварель» и «Ливень осенний».

## История
Песня «Волчица» вошла в первую часть двойного альбома коллектива «Сурганова и оркестр» «Всё будет. Завтра». Съёмки клипа состоялись в июне 2021 года в пяти локациях, расположенных в Санкт-Петербурге и Ленинградской области. Одной из локаций стал плавучий дом, собственноручно построенный актёром и режиссёром Джулиано ди Капуа, в котором он проживает вместе со своей семьёй. Часть сцен снималась на озере Зеркальном в Выборгском районе. В съёмках задействован блокадный трамвай № 2511, построенный в 1932 году и на сегодняшний день являющийся экспонатом Музея городского электрического транспорта города Санкт-Петербурга.
Главные роли сыграли: Светлана Сурганова, Магдалина Сокальская, Дарья Пономарева, Георгий Хромов-Борисов. Роли второго плана исполнили актёры Театра Дождей.
5 октября 2021 года состоялся предпремьерный показ клипа в клубе «16 тонн».
15 октября 2021 года вышел тизер к клипу.

21 октября 2021 года состоялась премьера клипа на официальном канале группы «Сурганова и оркестр».
22 ноября 2021 года вышел тизер к фильму о съёмках клипа.

26 ноября 2021 года состоялась премьера фильма о съёмках клипа «Страницы», (режиссёр и оператор Tsvetta Fioletta).

## Сюжет
Клип снят в формате короткометражного кино. Главная отличительная особенность сюжета — пространство timeless (в переводе с англ.  — вне времени). В произведение включён продолжительный текстовый пролог и эпилог, написанные режиссёром. За кадром текст читает Светлана Сурганова. Главная героиня (Девушка) вместе с Волчицей живёт в плавучем доме. В этом же доме обитает невидимый для героев персонаж — Дух-хранитель дома, который незримо принимает участие в событиях жизни Девушки. В параллельной сюжетной линии музыканты группы «Сурганова и оркестр» играют самих себя, исполняя песню «Волчица» в арт-пространстве «ПушкинРядом», декорированным специально для съёмок. В клипе важны детали. Самая примечательная — французская банкнота в 1000 франков 1944 года (1000 Francs Phénix SPECIMEN 1944 Afrique Equatoriale Française) и сборник стихов Альфреда де Виньи (фр. Alfred Victor de Vigny). Отрывок из стихотворения «Смерть волка» (фр. La mort du Loup) на языке оригинала звучит в начале клипа. Режиссёр, используя приём Пост-Кредитной Сцены (от англ. Post-Credits Scene — сцена после титров), оставляет зрителю собственное пространство для размышления над финалом истории.

## В ролях
- Светлана Сурганова — Дух-хранитель дома
- Магдалина Сокальская — Девочка
- Дарья Пономарева — Девушка
- Георгий Хромов-Борисов — Юноша
- Екатерина Сокальская — Мама девочки (на фотографии)
- Чехословацкий влчак Айша — Волчица
- Собака Аляска — Щенок Волчицы
- Александр Шведов — Пассажир трамвая
- Вероника Рязанцева — Пассажир трамвая
- Владислав Дементьев — Пассажир трамвая
- Елена Жаркова — Пассажир трамвая
- Константин Забенкин — Пассажир трамвая
- Ульяна Бойцова — Пассажир трамвая

## Производство
Клип выпустил продакшн GARNETGARDEN Production. Часть кадров снята на 8-мм киноплёнку. Клип продюсировали Яна Кондратьева, Андрей Худяков, Анастасия Лаврова. Оператор — Андрей Горецкий.

## Критика
Музыкальный критик Олег Кармунин в своём Telegram-канале «Русский шаффл» отметил, что у группы «Сурганова и оркестр» вышел «сказочно красивый клип», а также обратил внимание не «невероятную атмосферу», благодаря которой «получилось какое-то волшебное место из мультфильмов и добрых книжек», а также, что город Санкт-Петербург предстал в кадре совершенно неузнаваемым.

## Ротация на телеканалах
- RU.TV[10]
- «Дождь»

## Награды и номинации
- 24 апреля 2021 года песня «Волчица» заняла первое место в хит-параде на Радио «Комсомольская Правда»[11].